# Oskar Keller (Sprachforscher)
Oskar Keller (* 22. Juni 1889; † 4. August 1945) war ein Schweizer Lehrer, Linguist und Mundartforscher.

## Leben und Werk
Oskar Keller studierte Romanistik in Zürich und Rom und promovierte 1916. Anschliessend wirkte er bis 1918 als Französisch- und Italienischlehrer am Landerziehungsheim Glarisegg, an der Scuola cantonale di commercio di Bellinzona (1919–1924), am Lyceum Alpinum Zuoz (1924–1928) und zuletzt an der Kantonsschule Solothurn.
Zudem arbeitete Keller ab 1927 für das schweizerische Phonogrammarchiv. In seinem wissenschaftlichen Œuvre belegten seine tessinischen Arbeiten im Wesentlichen das fünfte Jahrzehnt seines Lebens, während die frankoprovenzalischen in die früheren und auch in die späteren Jahre fallen.
Keller verstarb zusammen mit seinem Sohn auf einer Bergwanderung im Valle Leventina.